# Catostomus insignis
Catostomus insignis, auf engl. Sonora Sucker, ist eine mittelgroße, in Nordamerika heimische und typische Saugkarpfenart.

## Verbreitung und Lebensraum
Catostomus insignis kommt in den Flusssystemen des Gila River und des Bill Williams River in den US-Bundesstaaten New Mexico und Arizona und im mexikanischen Bundesstaat Sonora vor. Die Art kann in unterschiedlichen Lebensräumen leben, in kalten Bächen wie in Flüssen mit warmen Wasser leben. Sie zieht felsige, tiefe und relativ ruhige Gewässer vor. Bei Tageslicht und starker Sonneneinstrahlung halten sich diese Saugkrapfen eher im Schatten auf.

## Beschreibung
Catostomus insignis hat einen spindelförmigen Körper mit großem Kopf. Die Unterlippe ist relativ groß und ohne fleischige Lappen. Die Rückenflosse ist eckig und ihre Schuppen sind relativ groß aber weniger zahlreich als bei anderen Catostomus-Arten. Der Körper ist deutlich zweifarbig, mit einer braunen Rückenpartie und einer gelblichen Unterseite. Erwachsene Fische können eine Körperlänge von 80 Zentimeter bei einem Gewicht von zwei Kilogramm erreichen.
Flossenformel aus der Erstbeschreibung:
Dorsale II/11, Anale II/7+1, Caudale 3.I.8.8.I.3, Ventrale 10, Pectorale 18.

## Lebensweise
Ihre Nahrung besteht aus Mikroorganismen, Krebstieren und anderen Wirbellosen. Sie sind Allesfresser und fressen von den frühen Morgen- bis in die späten Abendstunden. Ihre Laichzeit beginnt je nach Vorkommen im Spätwinter bis zum Frühsommer. Dazu wandern die Fische in kleine Bäche und legen ihre Eier in kleine Bodenwellen auf dem Kiesgrund ab. Catostomus insignis gilt als eine sehr standorttreue Fischart, die ihr Habitat auch während Überschwemmungen nicht verlässt. Im Salt River Canyon, woher das Typusexemplar stammt, sind sie nach starkem Auftreten des räuberischen Flachkopfwelses (Pylodictis olivaris) nahezu völlig verschwunden.

## Gefährdungsstatus
Der Lebensraum des Sonora Suckers ist gefährdet. Erosion und großflächige Sandablagerungen haben ihren Lebensraum geschmälert. Das Arizona Game and Fish Department hat Maßnahmen und Bewirtschaftungspläne zur Erhaltung des Sonora Sucker getroffen. Voraus gingen Studien zur Populationsdynamik von Catostomus insignis im Lower Salt and Lower Verde River.